# Torneig d'Històrics del Futbol Català 2006
La XXIa edició del Torneig d'Històrics disputada l'any 2006 va ser organitzada per la Unió Esportiva Sant Andreu. Els partits van ser disputats al Camp Municipal Narcís Sala.
La competició es dividí en quatre grups de 3 equips que s'enfrontaren en eliminatòries de 3x1 (tres partits de 45 minuts). Els vencedors de cada grup s'enfrontaren a semifinals. Les semifinals i la final es disputaren en partits de 90 minuts.

## Distribució de grups
| Grup 1         | Grup 2          | Grup 3         | Grup 4         |
| -------------- | --------------- | -------------- | -------------- |
| CE Júpiter     | CE L'Hospitalet | CE Europa      | CD Masnou      |
| CF Badalona    | CE Premià       | UE Sant Andreu | UE Sants       |
| UEA Gramenet B | FC Martinenc    | UA Horta       | CE Sabadell FC |

## Grup 1
Partits disputats el dilluns 7 d'agost de 2006
- 19.00 hores: C.E. Júpiter 0 - 1 C.F. Badalona

0 - Júpiter: Tejero, Valentí, Roger, Oriol, R. Pérez, Albert Bosch, Víctor, Santi (Iturbida, 30), M. Ribas, D. Calvo i Ken (Javi, 20).

1 - Badalona: Rubén (Mario, 42), Traversa, Macanás, Óscar, Valentín, Rubén Casado, Marcel, Éric, Monty, Tarradellas i Rubén Márquez.

Gols: 0-1, Monty (min. 16) 

Àrbitre: Pinzano. No mostrà targetes.
- 20.00 hores: C.F. Badalona 1 - 0 U.D.A. Gramenet B

0 - Gramenet B: Barragán, Jimmy, Luis, Chumi, Raúl, Carlos, Ferran, Joaquín, Simón, Albert i Pau.

1 - Badalona: Mario (Relaño, 15), D. Sánchez, Cámara, Pons, Alain, Isaías, Puchi, Encinas, Prat, Lezaún i Blanco.

Gols: 0-1, Blanco (min. 41).

Àrbitre: García García. Expulsà amb vermella directa a Lezaún al minut 20 i va treure targeta groga al jugador de la Gramenet, Carlos.
- 21.00 hores: C.E. Júpiter 1 - 1 U.D.A. Gramenet B

1 - Gramenet B: Sergio, Jimmy (Luis, 28), Prieto, Iván, Raúl, Rubén, Serrano, Rojals, Puente, Casillas i Pau (Joaquín, 28)

1- Júpiter: Jaume Llevaria, Valentí (Álex Monell, 30), Roger Vera, Oriol Montserrat (Santiago Royo, 33), Raúl Pérez, Albert Bosch (Litrán, 30) (Víctor, 31), Iturbide, Ángel Olmeda, Guillem García, David Sanz i Javi Sánchez.

Gols: 1-0, Casillas (min. 3); 1-1 Ángel Olmeda (min. 28)

Àrbitre: Gallardo Martín. No mostrà targetes.

## Grup 2
Partits disputats el dimarts 8 d'agost de 2006
- 19.00 hores: C.E. L'Hospitalet 0 - 0 C.E. Ricoh Premià

0 - L'Hospitalet: Eduardo, Capó, Óscar Fornet, Edu, Casado, Hernández, Àxel, Chiqui, Asier, Cárcel i Felipe. 

0 - Ricoh Premià: Suriñach, Isaac, Rubén Salvador, Masferrer, Melo, Guillén, Raúl Fernández, Gerard, Ángel, Víctor i Enric.

Àrbitre: Molina Fernández. Ensenyà targeta groga a Masferrer i a Isaac, tots dos jugadors de l'Hospitalet.
- 20.00 hores: C.E. Ricoh Premià 2 - 0 F.C. Martinenc

2 - Ricoh Premià: Rico, Isaac, Rubén Salvardor, Melo, Gerard, Ángel (Albert Serrano, 17), Maik, Adai, Raúl, Fran i Vílchez. 

0 - Martinenc: Jordi, Ordoño, Fran, Cristian, Marín, Alfredo, Carlos (Sergi, 25), Capi, Mur (Alfred, 19), Fido i Gallard (Héctor, 33). 

Gols: 1-0, Vílchez (min. 14); 2-0, Vílchez (min. 39)

Àrbitre: Molina Fernández. Mostrà targeta groga al jugador del Ricoh Premià Melo.
- 21.00 hores: C.E. L'Hospitalet 2 - 1 F.C. Martinenc

1 - Martinenc: Jordi, Aitor, Jornet, Cristian, Marín, Alfredo, Bauli, Capi (Óscar, 21), Fido (Carlos, 18), José i Alfred (Héctor, 15) 

2 - L'Hospitalet: Íñigo, Casado (Moha, 30), Capó, Chiqui, Jornet, Hernández (Rubén, 30), Àxel, Cárcel (Asier, 41), Juli, Felipe (Manolo, 36) i David Jiménez.

Gols: 0-1, Felipe (min. 18); 0-2, Felipe (min. 25); 1-2, Bauli (min. 46)

Àrbitre: Llopart Carbó. No mostrà targetes.

## Grup 3
Partits disputats el dimecres 9 d'agost de 2006
- 19.00 hores. C.E. Europa 1 - 0 U.E. Sant Andreu

1 - Europa: Albert, Toni, Aleix, Gallego, Víctor, Geli, Cirio, Delmás, Masip (Morales, 42), Isma Porcel i Adam (Quiñones, 45).

0 - Sant Andreu: Javi Ruiz, David Malo, Ortega, Cervián, Rodri, Santi Asensio, Sergio Santamaría, Jordi Navas, Jordi Martínez, Godino i Matías Irace.

Gols: 1-0, Gallego (min. 26)

Àrbitre: Molina Fernández. Mostrà targeta groga al jugador de l'Europa Adam i a Matías Irace del Sant Andreu.
- 20.00 hores: U.E. Sant Andreu 1 - 1 U.A. Horta

1 - Sant Andreu: Santos, David Malo (Eloi, 28), Jordi Navas, Ortega (Viale, 21), Sito, Charles, Manel, Santamaría (Masqué, 21), Jordi Martínez (Piera, 15), Godino (Luis, 28) i Koeman.

1 - Horta: Vázquez, Andrés, Mateos, Muñoz, Benji, Lolo, Ismael (Antúnez, 44), Uri, Marín (Borja, 31), Grande i Heri (Simón, 31). 

Gols: 0-1, Ismael (min. 5); 1-1, Charles (min. 41).

Àrbitre: Pinzano Rodríguez. No mostrà targetes.
- 21.00 hores: C.E. Europa 0 - 0 U.A. Horta

0 - Europa: Jordi, Fernando, Lucas, Aleix, Cusó, Morales, Pule, Gatell, Masip (Toni, 30), Albert Martínez i Quiñones. 

0 - Horta: Oriol I, Ramón, Mateos, Muñoz (Andrés, 30), Benji, Lolo, Antúnez, Simón (Grande, 22), Oriol II (Jonny, 30), J. Carlos i Heri.

Àrbitre: González López. Groga a Gatell; Ramón, Jonny.

## Grup 4
Partits disputats el dijous 10 d'agost de 2006
- 19.00 hores: C.D. Masnou 1 - 0 U.E. Sants

1 - Masnou: Martí, Borja, Molina, Barberán, Adolfo, Sergi, Peque, Juan Pedro, Javi, Lobo i Caña. 

0 - Sants: Álvaro, Olías, Ángel, Agustí, Costa, Mateos (Juanma, 35), Víctor, Alberto Padilla (Tete, 35), Álex, Colominas i David López (Camacho, 24)

Gols: 1-0, Javi (min. 10)

Àrbitre: Pinzano Rodríguez. Ensenyà targeta groga al jugador del Masnou Sergi i a Olías i Agustín del Sants.
- 20.00 hores: U.E. Sants 0 - 1 C.E. Sabadell F.C.

1 - Sabadell: Nando, Guarch, Suárez, Xavi Roca (Jaime Berlanga, 27), Roger Cánovas, Pep Pagès (Nauzet, 27), Miki, Roberto Morales (Mora, 23), Sergio Montero (Iván Vilanova, 23), Alberto Criado i Manel.

0 - Sants: Óscar Rodón, Costa (Dani, 35), Ángel, Sánchez, Agustí, Padilla (Domínguez, 26), Tete, Mateos (Dublar, 16), Juanmi, Rafa Padilla i Javi (David López, 37).

Gols: 1-0, Roger Cánovas (min. 3).

Àrbitre: González López. No mostrà targetes.
- 21.00 hores: C.D. Masnou 0 - 0 C.E. Sabadell F.C. (2-4 en els penals)

0 - Sabadell: Morán, Sierra, Xavi Roca, Nauzet, Suárez, Pep Pagès, Sergio Montero, Juanje, Óscar Ollés, Toni Mora i Albert Criado. 

0 - Masnou: Cañadas, Miguel, Manotas, Barberán (Lobo, 45), Antoñito Galisteo, Xavi, Peque (Juan Pedro, 34), Zigor, Javi (Caña, 22), Romario i Dani.

Àrbitre: Liarte Pérez. Sancionà amb targeta groga al jugador del Sabadell Sierra i a Manotas, Xavi i Zigor del Masnou.

## Semifinals
Partits disputats el divendres 11 d'agost de 2006
- 18.30 hores: C.F. Badalona 3 - 1 C.E. Europa

3 - Badalona: Rubén, David Sánchez, Traversa (Óscar Ramírez, 46), Macanás, Valentín, Marcel, Rubén Casado (Luis Blanco, 46), Tarradellas, (Isaías, 46), Márquez (David Prats, 46), Lezaun i Éric. 

1 - Europa: Alberto, Fernando, Aleix, Gallego, Toni, Gely (Morales, 46), Sergio Cirio, Poncel, Pule (Víctor López, 69), Albert Martínez (Delmás, 59) i Marcelo (Quiñones, 46). 

Gols: 0-1, Sergio Cirio (min. 4); 1-1, Pere Tarradellas (min. 20); 2-1, David Prats (min. 56); 3-1, Óscar Ramírez (min. 61) 

Àrbitre': Gallardo Martínez. Mostrà targeta groga a Tarradellas, David Prats i Fernando.
- 20.30 hores: C.E. Ricoh Premià 2 - 2 C.E. Sabadell F.C. (5-4 en els penals)

 2 - Sabadell: Sergio Morán, Óscar Sierra, Roger (Junaje, 46), Jaime Berlanga, Xavi Roca, Pep Pagès, Miki, (Nauzet, 46) Roberto Morales (Sergio Montero, 66), Manel Martínez, Toni Mora i Alberto Casado (Óscar Ollés, 46). 

 2 - Ricoh Premià: Suriñach, Isaac, Rubén Salvador, Masferrer, Melo, Guillén, Raúl Fernández (Albert Serrano, 75), Víctor (Enric, 68), Ángel, Fran i Rafa Vílchez (Raúl González, 75). 

Gols: 0-1, Berlanga, en p.p., (min. 9); 1-1, Toni Mora (min. 59); 2-1, Manel Martínez (min. 82); 2-2, Serrano (min. 90). 

Àrbitre: Vico Díaz. Mostrà targeta groga a Xavi Roca, Guillén, Melo, Víctor i Rafa Vílchez.

## Final
Partit disputat el dissabte 12 d'agost de 2006
- 18.30 hores: C.E. Ricoh Premià 2 - 2 C.F. Badalona (5-4 en els penals)

2 - Ricoh Premià: Suriñach, Isaac (Maik, 53), Rubén Salvador, Masferrer, Melo, Guillem, Enric (Raúl Fernández, 66), Gerard (Víctor, 55), Ángel, Fran i Vílchez (Serrano, 73).

2 - Badalona: Relaño, Héctor, Macanás (Cámara, 46), Óscar Ramírez, Valentín (Puigdollers, 46), Pons (Alan, 46), Isaías, Tarradellas (Rubén Casado, 46), Monty, Encinas i Rubén Márquez.

Gols: 1-0, Vílchez (min. 35); 2-0, Serrano (min. 77); 2-1, Cámara, de penal, (min. 83); 2-2, Monty (min. 94).

Àrbitre: García García. Mostrà groga a Maferrer, Melo, Víctor, Serrano i Puigdollers. Vermella a Encinas (58').
El Club Esportiu Premià es proclama campió de la XXI edició del Torneig d'Històrics 2006.